# Любчанский, Вильям
Вильям Любчанский (фр. William Lubtchansky, 26 октября 1937, Париж — 4 мая 2010, там же) — французский кинооператор.

## Биография
Закончил Национальную киношколу Луи Люмьера.  В 1960—1968 работал помощником оператора. В дальнейшем снял свыше 100 фильмов.

## Творческое сотрудничество
Обычно Любчанский участвует в фильмах режиссёров, которые известны, но не принадлежат к мейнстриму. Авторы, с которыми он работал наиболее часто, это Годар, Ланцман, Жак Риветт, Аньес Варда, Штрауб, Иоселиани, Надин Трентиньян, Жак Дуайон, Филипп Гаррель.
Среди режиссёров, с которыми сотрудничал Любчанский, также были Трюффо, Давид Труэба, Уго Сантьяго, Марко Феррери.

## Избранная фильмография
- Создания (1966, Аньес Варда)
- Время жить (1969, Бернар Поль)
- Это случается только с другими (1971, Надин Трентиньян)
- Бомаск (1972, Бернар Поль)
- Почему Израиль (1972), Клод Ланзманн)
- Год 01 (1973, Жак Дуайон)
- Знать запрещено (1973, Надин Трентиньян)
- Номер два (1975, Жан-Люк Годар)
- Северо-запад (1976, Жак Риветт)
- Дагерротипы (1976, Аньес Варда)
- Здесь и сейчас (1976, Жан-Люк Годар)
- Дуэль (1976, Жак Риветт)
- Любая революция — бросок костей (1977, Жан-Мари Штрауб, Даниэль Юйе)
- Первое путешествие (1980, Надин Трентиньян)
- Спасайся, кто может (1980, Жан-Люк Годар)
- Старик и город (1981, Надин Трентиньян)
- Соседка (1981, Франсуа Трюффо)
- Северный мост (1981, Жак Риветт)
- Merry-Go-Round (1981, Жак Риветт)
- Слишком рано, слишком поздно (1982, Жан-Мари Штрауб, Даниэль Юйе)
- Развлечения графини Долинген де Грац (1982, Катрин Бине)
- Klassenverhältnisse (1984, Жан-Мари Штрауб, Даниэль Юйе)
- Любовь на траве (1984, Жак Риветт)
- Будущим летом (1985, Надин Трентиньян)
- Шоа (1985, Клод Ланцманн)
- Искушение Изабель (1985, Жак Дуайон)
- I Love You (1986, Марко Феррери)
- Пуританка (1986, Жак Дуайон)
- Дом из яшмы (1988, Надин Трентиньян)
- Schwarze Sünde (1989, Жан-Мари Штрауб, Даниэль Юйе)
- Махабхарата (1989, Питер Брук, телесериал)
- Маленький преступник (1990, Жак Дуайон)
- Очаровательная проказница (1991, Жак Риветт)
- Охота на бабочек (1992, О.Иоселиани)
- Жанна дева (1994, Жак Риветт)
- Из глубины сердца (1994, Жак Дуайон)
- Разбойники. Глава VII (1996, О.Иоселиани)
- Хорошая жизнь (1996, Давид Труэба)
- Von heute auf morgen (1997, Жан-Мари Штрауб, Даниэль Юйе)
- Тайная защита (1998, Жак Риветт)
- In vino veritas! (1999, О. Иоселиани)
- 1999 — Состояние паники / La Débandade
- Поживем-увидим (2001, Жак Риветт)
- L' Arrotino (2001, Жан-Мари Штрауб, Даниэль Юйе)
- Утро понедельника (2002, О.Иоселиани)
- История Мари и Жюльена (2003, Жак Риветт)
- Постоянные любовники (2005, Филипп Гаррель, номинация на премию Сезар, премия Венецианского МКФ за выдающийся вклад в технику кино)
- Сады осенью (2006, О.Иоселиани)
- Не прикасайся к топору (2007, Жак Риветт)
- На краю рассвета (2008, Филипп Гаррель)
- 36 картин пика Сен-Лу (2009, Жак Риветт)
- Отчет Карского (2010, Клод Ланцман)
- Последний из неправедных (2013, Клод Ланцман)

## Признание
Член жюри Каннского МКФ (1993).